# Sergey Grankin
Sergueï Iourievitch Grankine (en russe : Сергей Юрьевич Гранкин) est un joueur russe de volley-ball né le 21 janvier 1985 à Iessentouki (Union soviétique). Il mesure 1,95 m et joue passeur. Il totalise 194 sélections en équipe de Russie.

## Biographie
Il est récipiendaire de l'Ordre de l'Amitié depuis le 13 août 2012.

## Clubs
| Club                   | De        | À         |
| ---------------------- | --------- | --------- |
| Iaroslavitch Iaroslavl | 2002-2003 | 2004-2005 |
| Luch Moscou            | 2005-2006 | 2005-2006 |
| Dinamo Moscou          | 2005-2006 | ...       |

## Palmarès

### Club et équipe nationale
- Jeux olympiques (1)
  - Vainqueur : 2012
- Championnat du monde des moins de 19 ans (1)
  - Vainqueur : 2005
- Coupe du monde
  - Finaliste : 2007
- World Grand Champions Cup
  - Finaliste : 2013
- Ligue mondiale (2)
  - Vainqueur : 2011, 2013
  - Finaliste : 2007, 2010
- Championnat d'Europe (1)
  - Vainqueur : 2013
  - Finaliste : 2007
- Championnat d'Europe des moins de 21 ans (1)
  - Vainqueur : 2004
- Championnat d'Europe des moins de 19 ans (1)
  - Vainqueur : 2003
- Ligue des champions
  - Finaliste : 2010
- Coupe de la CEV (1)
  - Vainqueur : 2012
- Championnat de Russie (1)
  - Vainqueur : 2008
  - Finaliste : 2007, 2011, 2012
- Coupe de Russie (2)
  - Vainqueur : 2006, 2008
  - Finaliste : 2007, 2010, 2013
- Supercoupe de Russie (2)
  - Vainqueur : 2008, 2009

### Distinctions individuelles
- Meilleur passeur du Championnat d'Europe des moins de 19 ans 2003
- Meilleur passeur du Final Four et Final Six de la coupe de Russie en 2006, 2008 et 2010
- Meilleur passeur du Final Six de la Ligue mondiale 2010
- Meilleur passeur du Championnat d'Europe 2013